# Кожурин, Яков Яковлевич
Я́ков Я́ковлевич Кожу́рин (15 ноября 1937, д. Колпаково, Калининская область — 26 августа 1992, Санкт-Петербург) — советский и российский философ и пропагандист атеизма. Доктор философских наук, профессор.

## Биография
Родился в семье потомственного старовера, духовного наставника Пружинской старообрядческой общины Якова Андреевича Кожурина. Посещал школу в д. Петраши, а затем — Забельскую школу.
Окончил Великолукский железнодорожный техникум. После армии учился в Ленинградском государственном университете на философском факультете. После окончания университета преподавал философию в Ленинградском сельскохозяйственном институте в г. Пушкине.
В 1970 г. защитил кандидатскую диссертацию, в 1980 — докторскую.
В 1976—1986 годах — директор Государственного музея истории религии и атеизма.
С 1986 г. заведовал кафедрой философии Ленинградского финансово-экономического института.
Умер в 1992 г. Похоронен в родовой ограде на кладбище в дер. Петраши.

### Семья
Сыновья:
- Антон Яковлевич Кожурин — доктор философских наук, доцент кафедры философии РГПУ им. А. И. Герцена.
- Кирилл Яковлевич Кожурин — кандидат философских наук, доцент, деятель старообрядчества.

### Монографии
- Кожурин Я. Я. Из истории борьбы за научный атеизм. — 1972.
- Кожурин Я. Я. Вопросы атеизма в трудах соратников К. Маркса и Ф. Энгельса. — 1977.
- Музей истории религии и атеизма [Text] : Путеводитель / Ред. колл. : Я. Я. Кожурин, А. М. Лесков, Я. И. Шурыгин. — Л. : Лениздат, 1981.
- Кожурин Я. Я., Емелях Л. И. Советская историческая наука о крещении Руси. — Л.: Ленингр. орг. о-ва "Знание" РСФСР, 1986.
- Кожурин Я. Я. Социально-психологические аспекты критики религии: сборник научных трудов. — 1986.

### Статьи
- Кожурин Я. Я. Роль музеев в атеистической пропаганде // Вопросы научного атеизма. Вып. 34 / Редкол. В. И. Гараджа (отв. ред.) и др.; Акад. обществ. наук ЦК КПСС. Ин-т научного атеизма. — М.: Мысль, 1986. — С. 212-223. — 301 с. — 20 425 экз.